# ستينيون

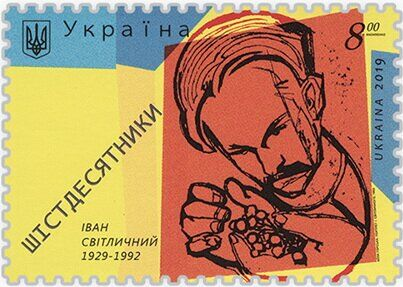
«الستينيون. إيفان سفيتليشني (1929—1992)»، طابع بريدي أوكراني (2019)

الستينيون أو السيكستيرس (الروسية: Шестидесятники، الأوكرانية: Шістдесятники) كانوا ممثلين لجيل جديد من النخبة المثقفة السوفيتية، ولد معظمهم بين عامي 1925 و 1945، ودخلوا الثقافة والسياسة في الاتحاد السوفيتي خلال أواخر الخمسينيات والستينيات - بعد خروتشوف ذوبان. تشكلت وجهات نظرهم للعالم من خلال سنوات من القمع والتطهير الذي قام به ستالين، والذي أثر على العديد من أسر الستينيين المباشرة؛ والحرب العالمية الثانية، حيث تطوع الكثير منهم للقتال.
تميز الستينيون بآرائهم الليبرالية والمناهضة للشمولية، والرومانسية التي وجدت تعبيرات حية في الموسيقى والفنون البصرية. على الرغم من أن معظم الستينيين يؤمنون بالمثل الشيوعية، إلا أنهم أصيبوا بخيبة أمل شديدة من نظام ستالين وقمعه للحريات المدنية الأساسية.
كان العديد من الستينيين مثقفين من سلالتين تقريبًا: «الفيزيائيون» (المشاركون في العلوم التقنية) و «الشاعرون الغنائيون» (الكتاب ومهنيو المسرح والسينما وممثلو الفنون الحرة). كانت ثقافة بارد (المغني وكاتب الأغاني)، والشعر، وخيبة الأمل في السياسة، وحب رحلات التخييم إلى المناطق البعيدة من الاتحاد السوفيتي، من السمات الشائعة وأوقات التسلية في الستينيات.
كان لدى الستينيون بعض أوجه التشابه مع حركات اليسار الجديد وحركات الهيبيز في الغرب، لكن كان لديهم المزيد من القواسم المشتركة مع جيل بيت الأكثر توجهاً نحو الفكر.